# 小山裕三
小山 裕三（こやま ゆうぞう、1956年2月3日 - ）は、日本の体育学者、陸上競技選手、陸上競技指導者、陸上競技解説者。砲丸投元室内日本記録保持者。
佐野日本大学短期大学学長。
専門はスポーツ運動学。日本大学陸上競技部元監督。博士（体育科学）（国士舘大学）。

## 経歴
千葉県出身。成田高等学校を1974年に卒業。日本大学法学部管理行政学科卒業。日本大学文理学部体育学科聴講生を経て、筑波大学大学院修士課程体育研究室研究生。現役時代は砲丸投の日本トップ選手としてゴールドウインに所属して活躍した。第62回（1978年）、第63回（1979年）日本陸上競技選手権大会において優勝。
現役引退後は、母校の成田高等学校で13年間教員を務め、のち日本大学に移る。2016年より日本大学スポーツ科学部教授を務め、同学部長を経て2023年より現職。
また日本大学陸上競技部監督を務めた。
主な教え子に、室伏広治、野口安忠、畑瀬聡、大垣崇、村上幸史らがいる。
日本陸上競技連盟投てき部長、東京陸上競技協会強化副部長、日本学生陸上競技連合強化委員会委員などの要職を歴任している。
TBSの世界陸上中継で長年投擲種目の解説を務めている。解説者としてはオールマイティな解説が持ち味で、砲丸投だけでなく、円盤投、ハンマー投、やり投の解説も行うが、辛口な解説で有名である。2009年のベルリン世界陸上選手権では教え子の村上幸史のメダルが決まった瞬間に放送席で号泣していた。
加瀬あつしの漫画『カメレオン』の登場人物「小山裕造」のモデルでもある（コミックス二巻、キャラクターズパラダイスにて加瀬あつし本人が公表）。小山は高校時代の加瀬の恩師にあたる。

## 主な出演番組
- 2005年世界陸上選手権（TBS）
- 2007年世界陸上選手権（TBS）
- 2009年世界陸上競技選手権（TBS）
- 2023年世界陸上競技選手権大会（TBS）
- 2024年パリオリンピック（ジャパンコンソーシアム）

## 書籍

### 監修
- 『記録が伸びる！陸上競技投てき：砲丸投げ・やり投げ・円盤投げ・ハンマー投げ』メイツ出版、2015年。ISBN　978-4-7804-1616-9
- 『日大式で差がつく！陸上競技投てき種目トレーニング：砲丸投げ・やり投げ・円盤投げ・ハンマー投げ』メイツ出版、2017年。ISBN　978-4-7804-1900-9
- 『記録が伸びる！陸上競技投てき：砲丸投げ・やり投げ・円盤投げ・ハンマー投げ』メイツ出版、2020年。ISBN　978-4-7804-2422-5

### 関連書籍
- 『ジュニア陸上競技教典：初心者マニュアルQ&A〈高校トレーニング方式第5版〉』（全国高等学校体育連盟陸上競技部(編)、陸上競技社製作、1997年3月、砲丸投の項を小山裕三が執筆。）[8]

## 関連人物
- 室伏重信（中京大学体育学部教授）
- 北口榛花（日本大学陸上競技部出身）